# Дрей, Алиса
Алиса Дрей (фин. Alisa Drei) — финская фигуристка, выступавшая в одиночном разряде.

## Биография
Родилась 28 февраля 1978 г. в Москве. Живёт в Рийхимяки (фин. Riihimäki), Финляндия.
Заниматься фигурным катанием начала в три года. Тренировалась у Татьяны Тарасовой, Жанны Громовой. Последние годы её тренером была Елена Дрей-Коскинен (фин. Elena Drei-Koskinen), её мать.
В декабре 2007 г. Алиса Дрей объявила о завершении спортивной карьеры по причине травмы.
Она получила высшее образование по специальности спортивного психолога в Санкт-Петербургском университете физической культуры. С 2008 года она работает в Эспоо в качестве тренера молодых фигуристов.

## Лучшие спортивные результаты
|                         | место | год                    |
| ----------------------- | ----- | ---------------------- |
| Чемпионаты Финляндии    | 1     | 1997, 1998, 2003, 2004 |
| Чемпионат Европы        | 6     | 2007                   |
| Чемпионат мира          | 12    | 2003                   |
| Зимние Олимпийские игры | 21    | 1998                   |